# Dactylopisthes
Dactylopisthes is een geslacht van spinnen uit de familie hangmatspinnen (Linyphiidae).

## Soorten
De volgende soorten zijn bij het geslacht ingedeeld:
- Dactylopisthes digiticeps (Simon, 1881)
- Dactylopisthes diphyus (Heimer, 1987)
- Dactylopisthes locketi (Tanasevitch, 1983)
- Dactylopisthes mirabilis (Tanasevitch, 1985)
- Dactylopisthes mirificus (Georgescu, 1976)
- Dactylopisthes video (Chamberlin & Ivie, 1947)